# Avel·lí Artís i Balaguer

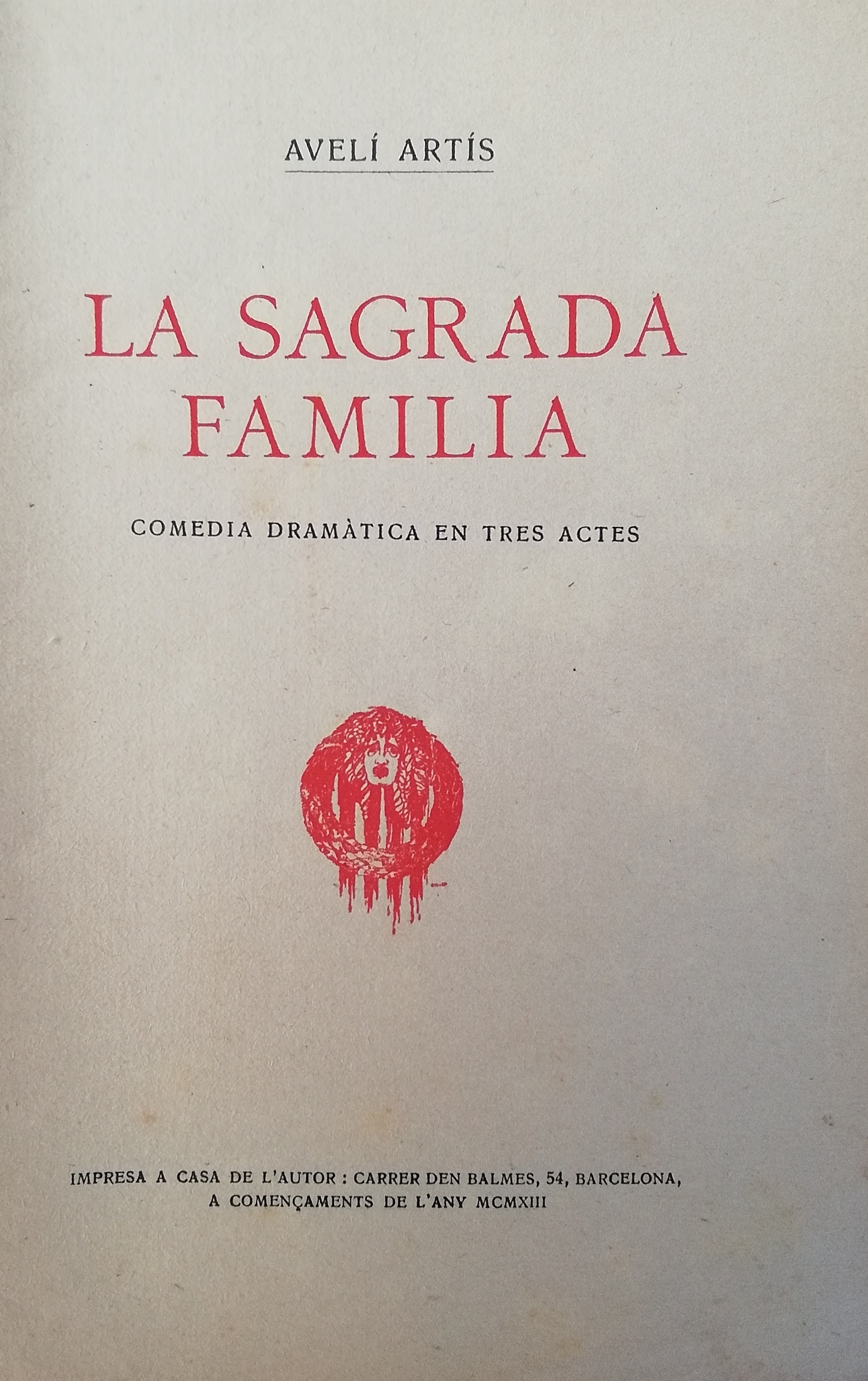
La Sagrada Família, comèdia dramàtica en tres actes publicada a Barcelona l'any 1913

Avel·lí Artís i Balaguer (Vilafranca del Penedès, 1881 - Mèxic, 1954) va ser un autor dramàtic, periodista i editor català. Fou pare d'Avel·lí Artís-Gener.

## Obra dramàtica
- Quan l'amor ha encès la flama, estrenada al Teatre Romea de Barcelona, el 24 d'abril de 1909.
- L'eterna qüestió. Pas de comèdia, estrenat al Teatre Romea de Barcelona, el 16 de desembre de 1909. El repartiment de l'estrena va ser per La Cèlia, 18 anys: Rosa Gotarredona. Donya Eulàlia, 42 anys: Antònia Baró, Don Ignasi, 70 anys: Miquel Sirvent, Don Enric, 46 anys: Enric Guitart, En Lluís Ribalta, 28 anys: Joan Vehil, En Claudi Surroca, 26 anys: Carles Capdevila, El Criat, 30 anys: Feliu Petit i Direcció artística d'Enric Giménez.
- Mai no és tard si el cor és jove. Comèdia en tres actes. Estrenada el 9 de març de 1910 al Teatre Romea de Barcelona.
- Vilacalmosa, farsa lírica en dos actes. Música de Carles Oró, estrenada al Teatre Gran Via de Barcelona, el 17 de març de 1910.
- Matí de festa, diàleg, estrenat al Teatre Principal de Barcelona, el 26 de novembre de 1910.
- A cor distret, sagetes noves. Comèdia en tres actes, 1911.
- La sagrada família, 1912.
- Comèdia de guerra i d'amor, 3 actes. Estrenada al Gran Teatre Espanyol de Barcelona, el 22 d'abril de 1921.
- A sol ixent fugen les boires, 3 actes.
- Les noies enamorades, sainet barceloní en dos actes, dividits en tres quadres, estrenat al Teatre Romea, el 21 d'octubre de 1924.
- Seny i amor, amo i senyor, comèdia en tres actes, estrenada al Teatre Romea de Barcelona, el 9 d'octubre de 1925.
- El camí desconegut, tragicomèdia en 3 actes, 1927.
- Isabel Cortès, vídua de Pujol, 1928.
- El testament de l'Abadal, 1929.
- Quina llàstima de xicot. Estrenada al Teatre Romea de Barcelona, el 20 de setembre de 1930.
- La roda de la fortuna. Estrenada al Teatre Romea de Barcelona, l'11 maig de 1931.
- Les ales del temps, 1934.